# Der stille Berg
Der stille Berg ist ein österreichisch-italienisch-US-amerikanisches Filmdrama aus dem Jahr 2014. Gedreht an Schauplätzen in Tirol und Südtirol erzählt der Film eine Liebesgeschichte zu Beginn des Ersten Weltkriegs.
Der Film lief am 14. März 2014 in den österreichischen Kinos an. Erst ein Jahr später wurde die DVD veröffentlicht. Auf Blu-ray Disc erschien der Film unter dem Titel Mörderische Front – Krieg in den Dolomiten.

## Handlung
Tirol, im Jahr 1915: Anderl Gruber wächst in einer wohlhabenden Familie als Sohn eines Hoteliers heran. Wie viele Tiroler hegt auch die Familie Gruber eine gewisse Abneigung gegen die Walschen, die Italiener Südtirols. Dennoch findet die Hochzeit zwischen Anderls Schwester Elisabeth und dem Ingenieur Angelo Calzolari statt. Anderls Vater Karl möchte eine Seilbahn im Tal errichten lassen und erhofft sich so von der etwas reicheren Familie Calzolari wirtschaftliche Unterstützung. Das Ansinnen des Lehrers Fritz Weinberger, Elisabeth heiraten zu dürfen, hat Karl Gruber abgelehnt.
Auf der Hochzeit lernt Anderl die Klosterschülerin Francesca, Angelos Schwester, kennen. Ihre Mutter Nuria möchte sie nach der Feier wieder ins Kloster bringen lassen; doch Francesca möchte ihr eigenes Leben abseits von streng konservativen Normen leben. Anderl verliebt sich in Francesca. Unmittelbar darauf erreicht die Botschaft das Hotel, dass Italien Österreich-Ungarn den Krieg erklärt hat. Die Familien Gruber und Calzolari werden auseinandergerissen; die Calzolaris reisen ab nach Trient. Anderl gelingt es, Francesca im Keller des Hotels zu verstecken und verbringt mit ihr eine letzte gemeinsame Nacht, bevor auch er am nächsten Tag – die Angelobung auf das Vaterland verschläft er in Francescas Armen – als Standschütze in die Berge zieht.
Die ersten Tage als Soldat empfindet Anderl als Abenteuer. Erst als erste Freunde und Kameraden von den Walschen getötet werden, und auch er eines Nachts einen Spion der Italiener erschießen muss, erkennt er die Auswirkungen des Krieges. Angelo, sein Schwager, zieht auf der Seite der Italiener in den Krieg und wird von der Propaganda indoktriniert, die Österreicher als Feinde zu betrachten und entsprechend mit ihnen zu verfahren. Auch er muss allmählich erkennen, dass der Krieg Wahnsinn ist. Sein Kommandant Nicola Quinziato lässt in einem Feuergefecht Landsmänner, die zurückweichen oder sich weigern, auf Österreicher zu schießen, exekutieren. Lediglich Ingenieur Angelo wird verschont, da Quinziato zunächst beabsichtigt, einen unterirdischen Tunnel nach Tirol zu graben. Als das Unterfangen wegen Unmachbarkeit aufgegeben wird, beabsichtigt Quinziato, den Berg mit Hunderten Tonnen Sprengstoff in die Luft fliegen zu lassen, um so die Österreicher darauf zu töten. Diese haben inzwischen Unterstützung von einem Regiment des Deutschen Alpenkorps unter Führung von Sven Kornatz erhalten.
Der Lehrer Weinberger, der mit Anderls Trupp in die Berge gegangen ist, verletzt sich eines Tages am Bein, und wird zurück ins Hotel gebracht, das inzwischen als Lazarett fungiert. Das Hotel selbst wurde bei einem Feuergefecht beschädigt. Anderls Schwester Elisabeth und ihre Mutter Anna haben Francesca entdeckt und bei sich aufgenommen. Sie wird als Ungarin ausgegeben und hilft der Familie als Krankenschwester beim Versorgen der Verwundeten. Zu ihnen zählt auch eines Tages Anderl, der bei einem Gefecht in der Schulter verletzt wurde. Er wird von Francesca gesund gepflegt. Eines Nachts sieht er Francesca das Hotel verlassen. Er folgt ihr bis zum Haus des Lehrers. Weinberger weiß, dass Francesca Italienerin ist. Er nötigt Francesca sexuelle Gefälligkeiten ab, andernfalls werde er sie an die Österreicher verraten. Anderl ist enttäuscht. In seinem Wahn läuft er in die Berge. Hier packt ihn der Hass auf die Italiener; er nimmt ein Maschinengewehr und mäht in seinem Zorn eine Handvoll auf ihn zustürmende Walsche um. Von einem Blitz getroffen wird er von seinem Vater und den anderen Soldaten gefunden und ins Feldlager gebracht. Nur allmählich erholt sich der Junge von seinen körperlichen wie seelischen Narben.
Angelo wird von seinem Kommandanten Nicola Quinziato von der Änderung des Planes, einen Tunnel zu graben, in Kenntnis gesetzt und soll stattdessen die Sprengung des Berges übernehmen. Als Quinziato feststellt, dass Angelo nichts von der Sprengung hält, schickt er ihn an die vorderste Front. Dort desertiert Angelo. Er erreicht das Lager von Anderls Trupp und berichtet vom Plan der Italiener, den Berg zu sprengen. Da Angelo am Bein verwundet ist, erhält Anderl den Auftrag, seinen Schwager als Kriegsgefangenen, ins Tal zu bringen. Kurz vor dem Hotel trennen sich die beiden. Anderl hat Francesca verziehen und möchte sie zunächst holen, bevor er mit ihr und Angelo flieht. Doch es kommt anders. Angelo, der inzwischen die Uniform eines toten Österreichers angezogen hatte, wird von Weinberger enttarnt und verhaftet. Aus der Ferne kann er seine Frau Elisabeth und ihren gemeinsamen Sohn sehen. Weinberger lässt Angelo kurz darauf standrechtlich erschießen.
Anderl und Francesca fliehen in die Berge. Weinberger stellt ihnen nach. Es kommt zu einem kurzen Handgemenge. Kurz bevor Weinberger Anderl töten kann, ergreift Francesca einen Stein und tötet damit ihren Peiniger. Kurz darauf sehen sie, wie die Italiener ihren Plan in die Tat umsetzen und Hunderte Tonnen Sprengstoff auf dem Berg zur Detonation bringen. Der Trupp der Österreicher und Deutschen, darunter Anderls Vater, kommt dabei ums Leben. Anderl und Francesca gelingt es noch, der Lawine aus Geröll und Stein, die sich ins Tal wälzt, zu entkommen.
Aus dem Off erzählt Anderl, dass er und Francesca danach so weit wie möglich von diesem Krieg weggegangen sind. Er denke noch oft an den Berg zurück, an einen Berg ohne Soldaten – an einen stillen Berg.

## Hintergrundinformationen
Die Handlung des Films rekonstruiert die sogenannte Erste Dolomitenoffensive von Juli bis August 1915, einen Abschnitt des Gebirgskriegs 1915–1918. Die Dreharbeiten fanden bereits im Sommer 2012 in Tirol und Südtirol statt, unter anderem auf dem Mendelpass, am Pragser Wildsee und in der „Steinernen Stadt“ der Langkofelgruppe. Die Uraufführung war im März 2014 in Bozen.

## Trivia
- In der deutschen Fassung sprechen die Schauspieler ihre Dialekte und Sprachen. Die Italiener sprechen Italienisch und werden untertitelt. William Moseleys Synchronsprecher ist der Deutsche Konrad Bösherz.
- William Moseley verletzte sich am Set und musste die letzten Szenen teilweise im Rollstuhl verbringen.
- Die Kamerafrau wurde bei einem Blitzschlag am Valparolapass im Sommer 2012 mittelschwer, mehrere Crewmitglieder und Schauspieler wurden leicht verletzt.[5]

## Videos
- Am Set von „The Silent Mountain“ (kurzes Making-Of) auf YouTube